# 動態摺紙

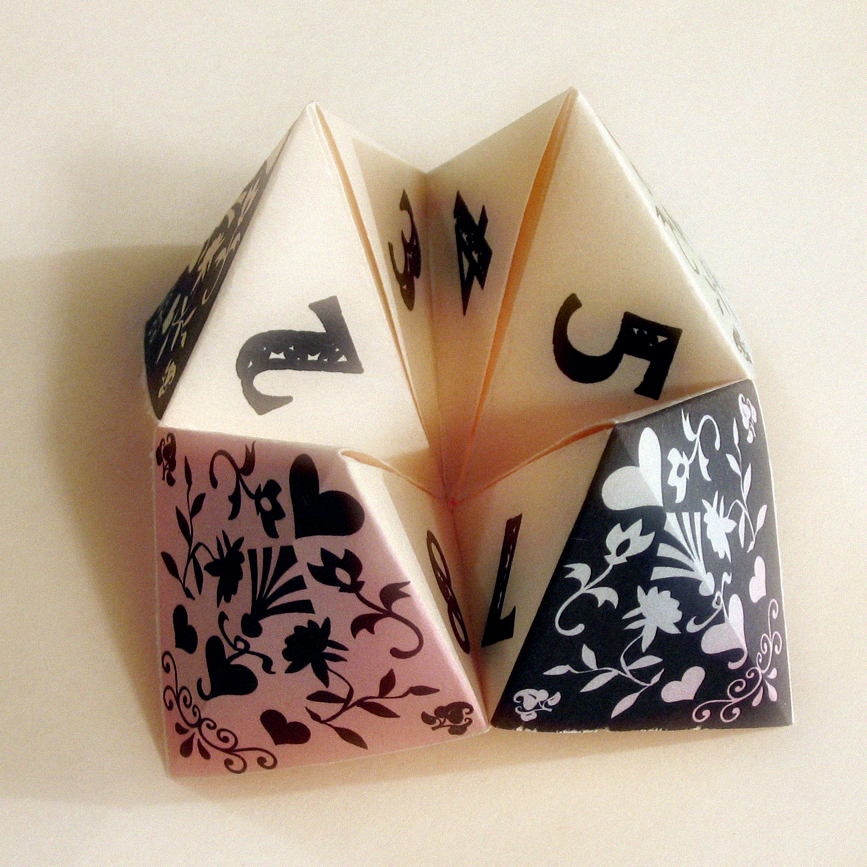
東南西北也是動態摺紙的一種

動作摺紙或動態摺紙（英語：Action origami）是指可以設置動畫或能動的摺紙作品，傳統的動態摺紙模式是拍動翅膀的鳥。典型動態摺紙模型總裝涉及一些特殊的動作，例如吹了一個紙水雷，也被歸類為動作摺紙。較少見的如沒有移動部件微調模型的紙飛機也都包括在內。一些傳統的動作摺紙涉及裁剪，但動態摺紙一般都沒有任何裁剪。動態摺紙通常是用來娛樂的玩具，但也有一些是設計來產生驚奇。

## 動態玩具

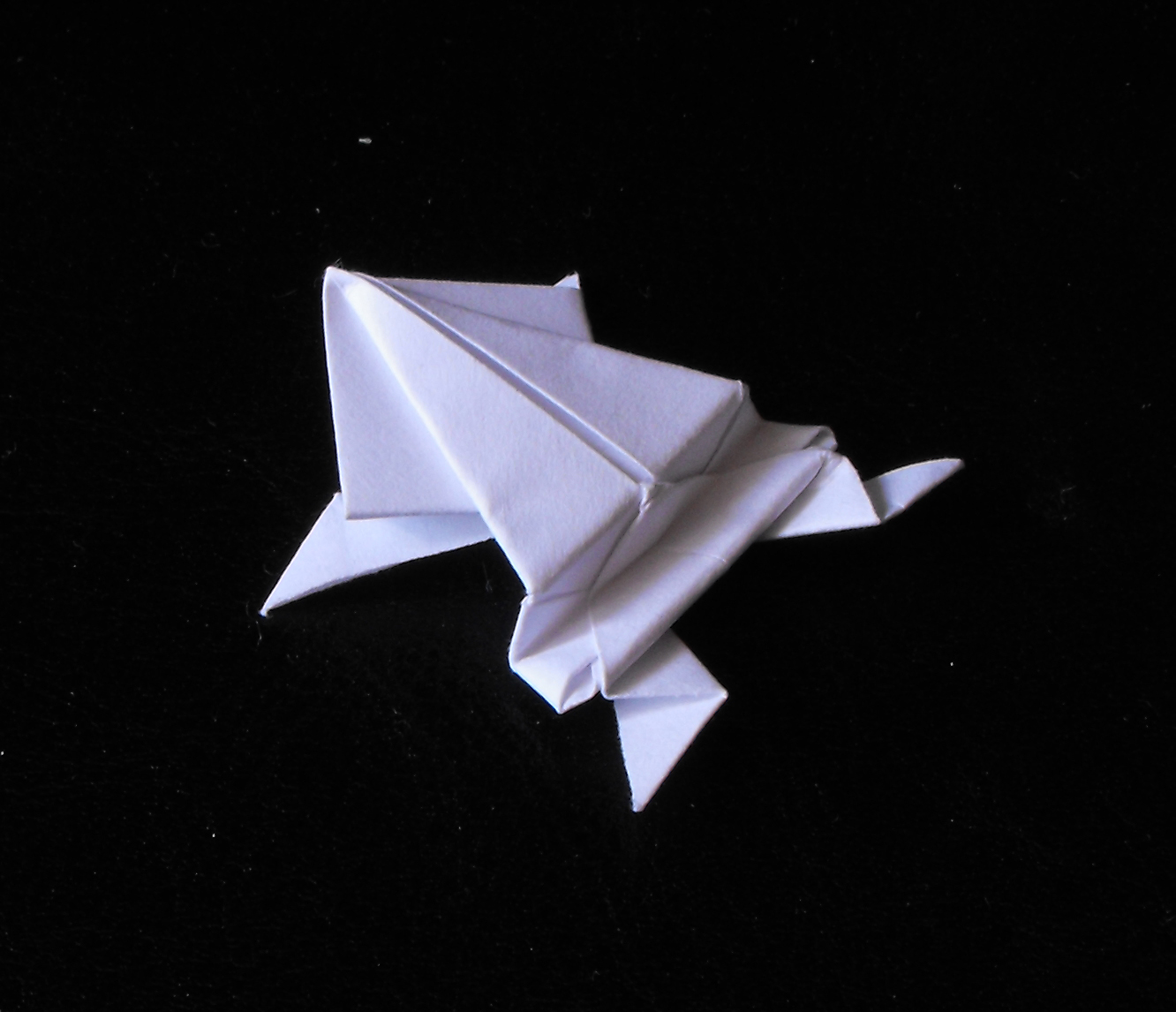
跳蛙

較簡單的動態摺紙一般作為動作類玩具，包括了鳥喙在啄東西、跳躍的青蛙、或是拍動翅膀的鳥類或蝴蝶、以及流行的傳統摺紙如東南西北，而紙鐵砲則是當將他往下甩時會發出爆鳴聲。
有些動作摺紙設計在摺的同時伴隨一個故事。

## 複雜的摺紙
有些動態摺紙的複雜程度遠遠超過一般被歸類為玩具的動態摺紙，它們通常是要用來使人感到驚奇或震驚。比如羅伯特·朗的《貝司手，鋼琴家，小提琴家》和是一組動作摺紙模型，當推動它時都會有演奏樂器的動作。傑里米·謝弗也製作了多項過人動態摺紙作品包括「使用工具打開了一把瑞士軍刀」、滑行蛇皮和閃光之物，曾上過卡羅爾·杜瓦爾節目。

## 數學相關摺紙

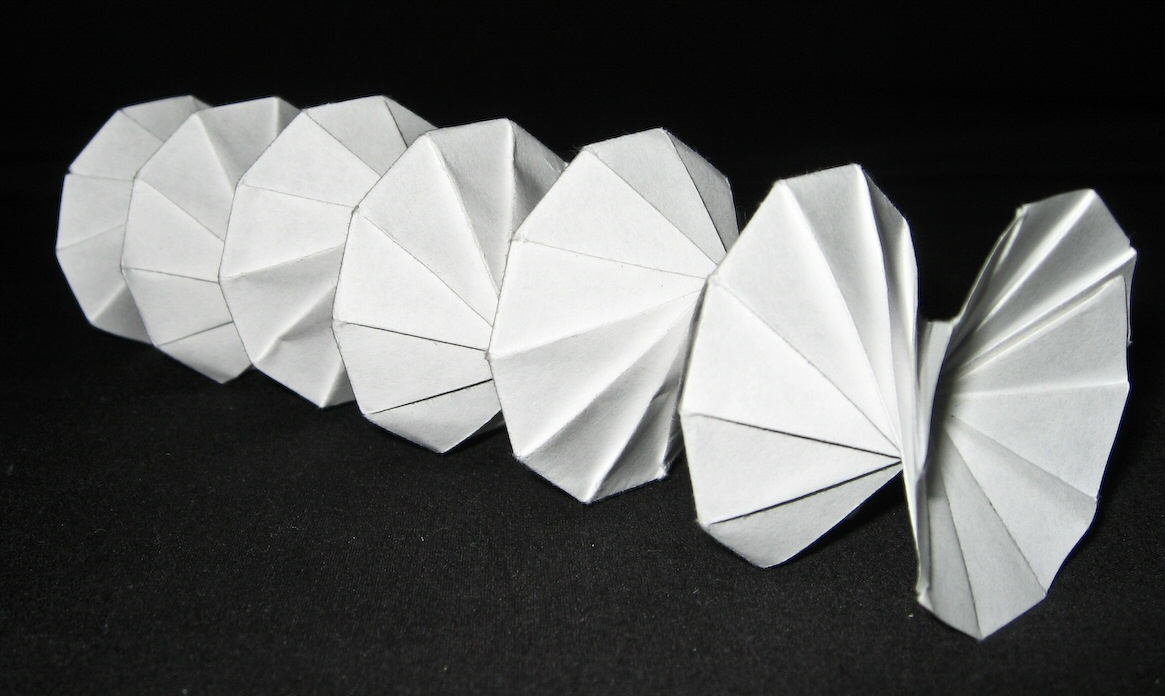
動態摺紙彈簧，由Jeff Beynon設計

閃光之物是具有規則模式，可以將其折疊起來和迅速打開的動態摺紙。三浦摺疊是商業應用已經採用了的動態摺紙方法。